# Limbo (informática)
En informática, se conoce como limbo a una zona en una memoria, volumen o espacio de almacenamiento a donde se envían los archivos borrados.
Estos ficheros pueden ser definitivamente eliminados si el espacio de almacenamiento se llena o si el limbo excede de un determinado tamaño.
Los ficheros enviados al limbo desaparecen totalmente del sistema de archivos, sin embargo, mediante funciones especiales del programa o sistema operativo, es posible acceder a estos ficheros y recuperarlos, siendo reincorporados al sistema de archivos.
En ningún caso se debe confundir un archivo en el limbo con un archivo oculto, pues un archivo oculto, no desaparece del sistema de archivos aunque no sea listado.
El procesador de textos LocoScript para ordenadores Amstrad es un ejemplo característico en donde se usa el limbo.

## El limbo en el procesador de textos LocoScript
El procesador de textos LocoScript usado en ordenadores Amstrad como el PCW 8256 es un programa que arranca directamente. Está dotado de un gestor de discos que hace las veces de sistema operativo, manejando un sistema de archivos basado en CP/M. Los archivos eliminados en realidad son enviados al limbo donde se conservan hasta que haya que eliminarlos por cuestiones de espacio. Mediante una opción del gestor de discos estos archivos pueden ser recuperados.
También ofrece la posibilidad de ocultar archivos, esta función no hace desaparecer el archivo, simplemente no lo lista el gestor de discos.

## Implementación del limbo en diversos sistemas
El sistema operativo CP/M como tal no dispone de limbo para los archivos eliminados.
El sistema operativo MS-DOS no dispone como tal de un sistema que permita gestionar archivos borrados. No obstante, dado que utiliza el sistema de archivos FAT, cuando borra un fichero, lo hace borrando el primer carácter del nombre. Esto ha propiciado la aparición de software que permita implementar algo equivalente al limbo.
El sistema operativo Windows utiliza la Papelera de reciclaje que en realidad es un directorio más o menos oculto.
- Datos: Q9022612